# Флаг Сяськелевского сельского поселения
Флаг муниципального образования Ся́ськелевское сельское поселение Гатчинского муниципального района Ленинградской области Российской Федерации — опознавательно-правовой знак, служащий официальным символом муниципального образования.
Флаг утверждён 27 июня 2007 года и 6 июля 2007 года внесён в Государственный геральдический регистр Российской Федерации с присвоением регистрационного номера 3432.

## Описание
«Флаг муниципального образования Сяськелевского сельского поселения Гатчинского муниципального района Ленинградской области представляет собой прямоугольное полотнище с отношением ширины флага к длине — 2:3, воспроизводящее композицию герба муниципального образования Сяськелевского сельского поселения Гатчинского муниципального района Ленинградской области в жёлтом, чёрном, белом и красном цветах».
Геральдическое описание герба гласит: «В золотом поле усеянном червлёными (красными) цветками гвоздики с червлёной главой о четырёх пламевидных зубцах (два из которых видны наполовину) отвлечённая чёрная бычья голова с серебряными зубами и рогами и червлёным языком, увенчанная золотой короной о пяти видимых листовидных зубцах (три больших и два малых)».

Рисунок флага с портала «Российская символика»

На интернет-портале «Российская символика», являющимся официальным государственным информационным ресурсом, формируемым под контролем Геральдического совета при Президенте Российской Федерации и Министерства связи и массовых коммуникаций Российской Федерации, приводится рисунок флага Сяськелевского сельского поселения не совпадающий с геральдическим описанием герба.

## Обоснование символики
В основу флага положена фигура из герба герцогов Мекленбург-Стрелицких — отвлечённая чёрная бычья голова с серебряными зубами и рогами и червлёным языком увенчанная золотой короной о пяти видимых листовидных зубцах (три больших и два малых). Это символ достопримечательности муниципального образования Сяськелевского сельского поселения — усадебного комплекса (1861 г.) в дореволюционное время принадлежавшего Мекленбург-Стрелицким в деревне Жабино — сохранившемся ценном памятнике истории и культуры. Сохранился парк в пейзажном (английском) стиле, по которому можно судить о былом великолепии дворянских усадеб.
Бык в геральдике — символ плодородия, воплощение упорства в достижении цели, трудолюбия, настойчивости, могущества, силы и терпения. В христианской геральдике — символ евангелиста Святого Луки. В глубокой древности бык почитался многими народами в качестве священного (тотемного) животного. Коронованный бык может рассматриваться и как символ животноводческого хозяйства «Большевик» в деревне Жабино.
Красная глава о четырёх зубцах (два из которых видны наполовину) — символизирует историю муниципального образования в XX веке — создание и деятельность совхоза «Пламя». После освобождения от фашистской оккупации в 1944 году на землях бывших, разоренных войной, колхозов возникли подсобные хозяйства гатчинских и ленинградских предприятий. В августе 1949 года на базе таких хозяйств и был образован совхоз «Пламя». Первым директором совхоза был назначен Певзнер Залман Яковлевич, на время которого пришлось становление коллективного хозяйства. О прошедшей войне напоминают братские могилы в деревнях Вохоново и Акколово, мемориал курсантам-пограничникам в деревне Жабино. 227 фамилий советских солдат и офицеров выбиты на гранитных досках, что стоят на братской могиле в самом центре деревни Вохоново. Памятник, установленный на краю поля в районе деревни Акколово, напоминает о неравном бое ополченцев Балтийского завода им. С. Орджоникидзе с немецко-фашистскими захватчиками. Плохо вооружённые ополченцы в течение нескольких часов сдерживали натиск фашистов. На месте боев в деревне Жабино в 1969 году, по инициативе ветеранов Ново-Петергофского военно-политического училища и колхоза «Большевик», был открыт мемориал. Ещё одним памятным местом, свидетельствующем о Великой Отечественной войне, является памятник-танк, расположенный вблизи посёлка Учхоз на месте танкового боя 19 августа 1941 года. Тяжелый советский танк КВ-2 под командованием старшего лейтенанта З. Колобанова за несколько часов кровопролитного боя уничтожил колонну немецких танков, состоявшую из 22-х боевых машин.
Все это и многое другое заставляет жителей Сяськелевского сельского поселения относиться с уважением и низким поклоном к истории родного края
Красный цвет — мужество, храбрость, смелость, отвага, неустрашимость, символ труда, жизнеутверждающей силы, красоты, солнца и тепла.
Чёрный цвет — символ благоразумия, мудрости, скромности, честности, древности и вечности бытия.
Белый цвет (серебро) — чистота помыслов, правдивость, невинность, благородство, откровенность, непорочность, надежда.
Жёлтый цвет (золото) — могущество, сила, постоянство, знатность, справедливость, верность, символ солнечного света и урожая.